# Grekland i olympiska sommarspelen 1924

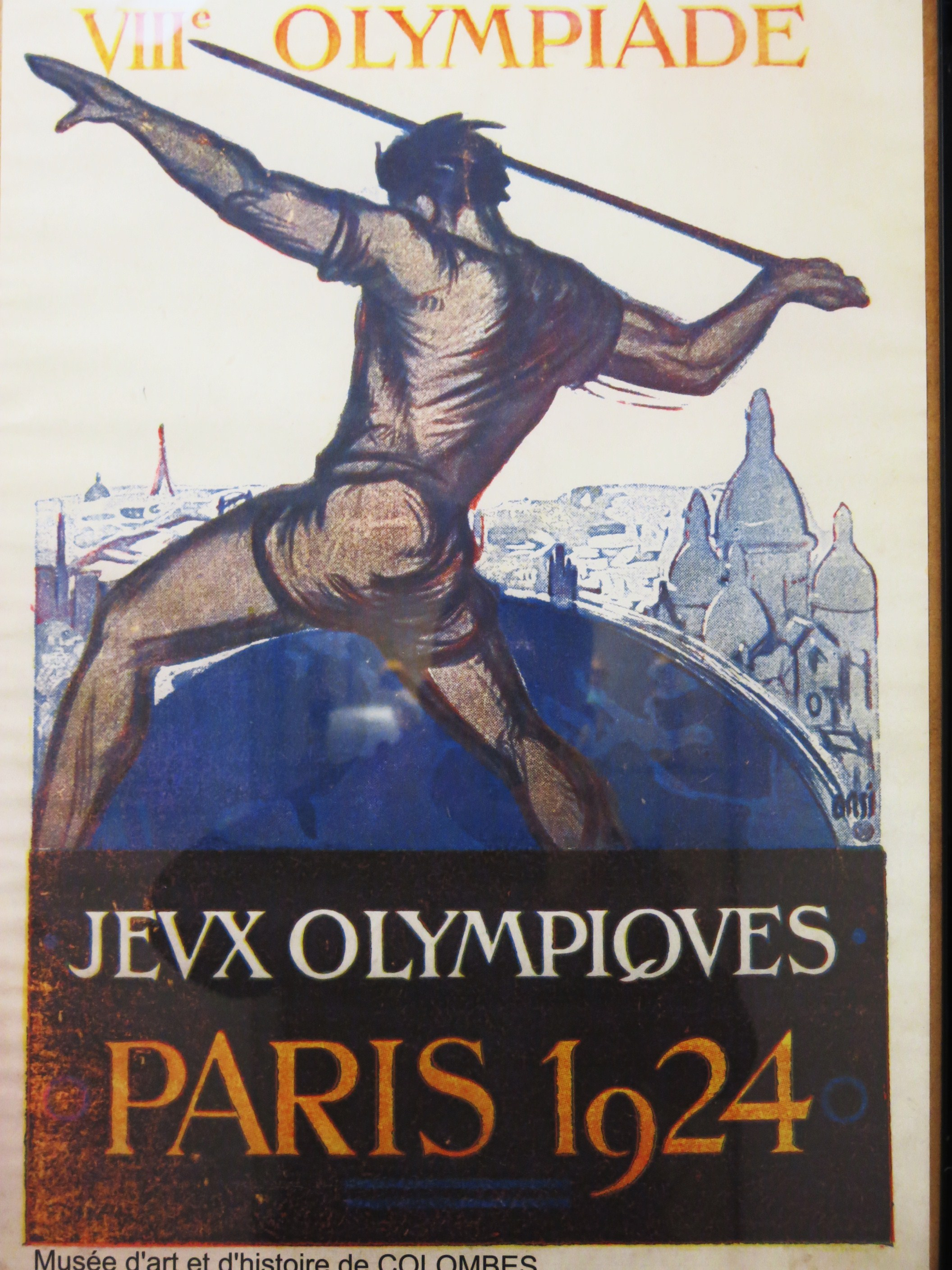
affisch från olympiaderna i Paris 1924

Grekland deltog i de olympiska sommarspelen 1924 i Paris med en trupp bestående av 39 deltagare, men ingen av landets deltagare erövrade någon medalj.